# Lypiwzi
Lypiwzi (ukrainisch Липівці; russisch Липовцы Lipowzy, polnisch Lipowce) ist ein Dorf in der westukrainischen Oblast Lwiw mit etwa 1000 Einwohnern. 
Am 12. Juni 2020 wurde das Dorf ein Teil der neu gegründeten Stadtgemeinde Peremyschljany im Rajon Lwiw, bis dahin bildete es zusammen mit dem Dorf Loni (Лоні) die gleichnamige Landratsgemeinde Lypiwzi im Rajon Peremyschljany.

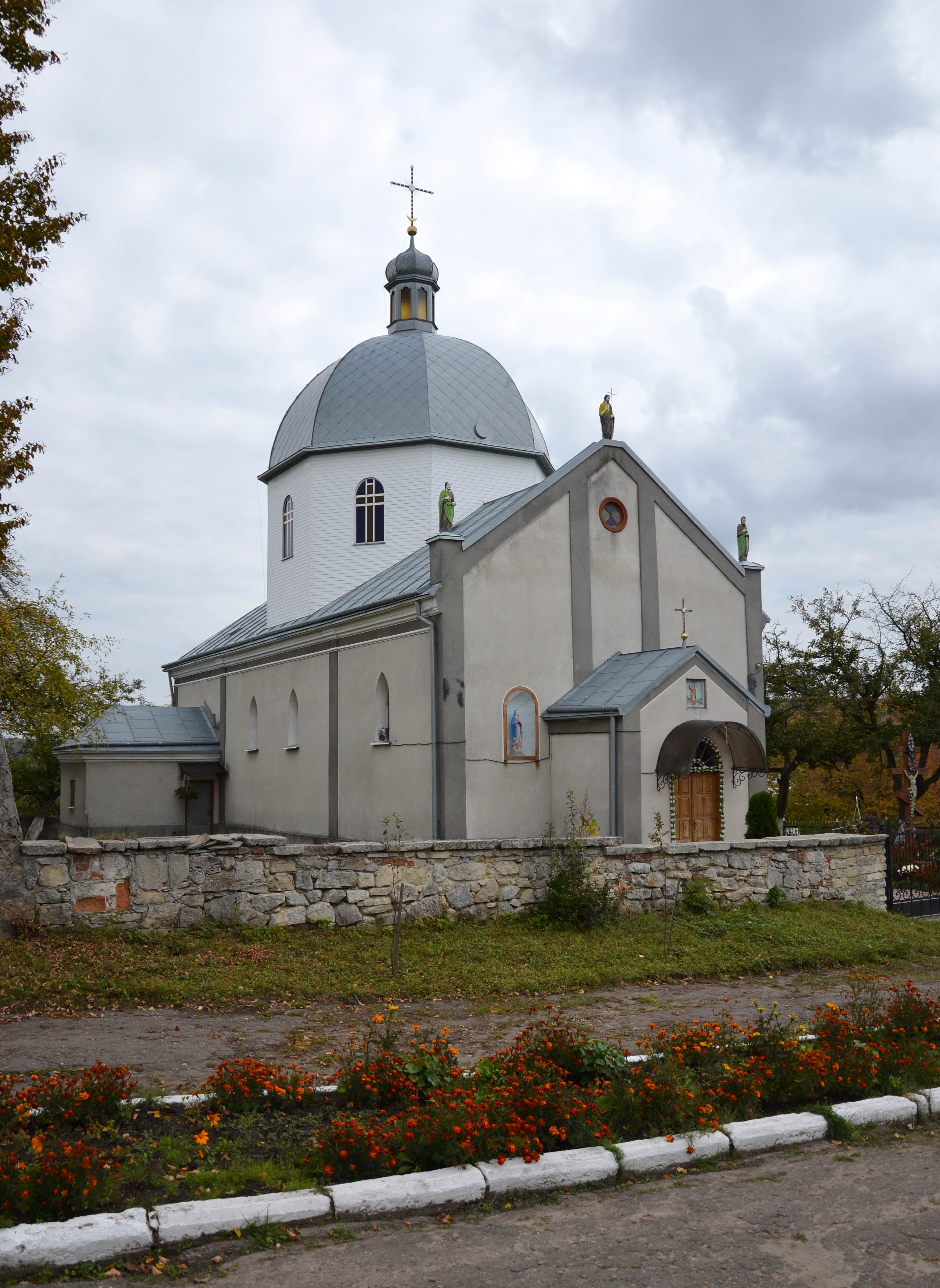
Kirche im Ort

## Geschichte
Das Dorf auf Ruthenischem Recht wurde im Jahre 1442  als Lypowyecz erstmals urkundlich erwähnt, danach als Lypowcze (1496), Lipowcze (1578), wieś Lipowce (1665), Lipowie (1730), Lipowiec (1765). Der Name ist abgeleitet vom Baum lipa/Липа (Linden), zuerst mit dem Suffix -owiec, später typisch ukrainischen -owce (nachdem er der Endung ethnischer Namen angeglichen wurde oder durch die Pluralisierung des Namens).
Der Ort im königlichen Besitz gehörte zunächst zum Lemberger Land in der Woiwodschaft Ruthenien, ab 1569 in der Adelsrepublik Polen-Litauen. Bei der Ersten Teilung Polens kam das Dorf 1772 zum neuen Königreich Galizien und Lodomerien des habsburgischen Kaiserreichs (ab 1804). Das Dorf wurde privatisiert, im 19. Jahrhundert gehörte es zu den Familien: Duniewicz, Chwalibóg, Hintz, Ruski und Stormek.
Im Jahr 1872 entstand dort eine Siedlung der Mennoniten. Ab 1909 gehörten sie zur Gemeinde Kiernica-Lemberg.
Damals gab es auch das jüngere Dorf Majdan Lipowiecki, unmittelbar südwestlich von Lipowce, mehrheitlich von Polen bewohnt (1880: 380 von 420 waren römisch-katholischer Religion). 1889 wurde die römisch-katholische Marienkirche zuerst als eine Filialkapelle erbaut, ab 1923 Sitz einer Pfarrei.
Im Jahr 1900 hatte die Gemeinde Lipowce 256 Häuser (plus 15 im Gutsgebiet) mit 1458 (115 im Gutsgebiet) Einwohnern, davon 1116 waren ruthenischsprachig, 239 polnischsprachig, 103 deutschsprachig (plus 24 im Gutsgebiet), 1087 waren griechisch-katholisch, 281 römisch-katholisch, 86 waren Juden und 4 (8 im Gutsgebiet) waren anderen Glaubens. Die Gemeinde Majdan Lipowiecki hatte 92 Häuser mit 520 Einwohnern, davon 421 waren polnischsprachig, 57 ruthenischsprachig, 42 deutschsprachig, 376 waren römisch-katholisch, 95 griechisch-katholisch, 42 waren Juden, 7 waren anderen Glaubens.
Im frühen 20. Jahrhundert kaufte Zdzisław Young das Dorf. Er lebte in einem Gutshof aus dem 18. Jahrhundert inmitten eines Parks.
Nach dem Ende des Polnisch-Ukrainischen Kriegs 1919 kamen beide Gemeinden zu Polen. Im Jahre 1921 hatten beide Gemeinden mit den Gutsgebieten insgesamt 426 Häuser mit 2308 Einwohnern, davon in Lipowce 937 waren Ruthenen, 649 Polen, alle 662 Bewohner von Majdan Lipowiecki waren Polen (532 römisch-katholischer, 110 griechisch-katholischer, 20 israelitischer Religion).
Im Zweiten Weltkrieg gehörte der Ort zuerst zur Sowjetunion und ab 1941 zum Generalgouvernement. 1944 wurden bei einigen Angriffen der ukrainischen Nationalisten (OUN-UPA) insgesamt 40 bis 50 Polen in beiden Orte getötet. Die Bauernhöfe wurden ausgeraubt und verbrannt. Ab 1945 gehörten die Orte wieder zur Sowjetunion, Majdan Lipowiecki wurde nach Lypiwzi eingemeindet.